# Stictoleptura variicornis

Гамалик різновусий (Stictoleptura variicornis) — вид твердокрилих комах з родини Скрипунових. Довжина тіла імаго 15-20 мм. 

## Розповсюдження
Гамалик різновусий є північним видом, поширеним у Північній і Східній Європі, Сибіру, Кореї, Японії. 
В Україні Гамалик різновусий відомий лише зі східного Полісся, де пролягає південна межа його ареалу.

## Біологія
Личинки живляться гнилою деревиною хвойних (сосни, ялини, модрини); розвиваються всередині гнилої деревини. Життєвий цикл однієї особини триває 3 роки. Зустрічаються на луках на квітках рослин.